# Scaphiodontophis annulatus
Scaphiodontophis annulatus — вид змій родини полозових (Colubridae). Мешкає в Мексиці і Центральній Америці.

## Підвиди
Виділяють чотири підвиди:
- Scaphiodontophis annulatus annulatus (A.M.C. Duméril, Bibron & A.H.A. Duméril, 1854);
- Scaphiodontophis annulatus dugandi Roze, 1969;
- Scaphiodontophis annulatus nothus Taylor & Smith, 1943;
- Scaphiodontophis annulatus hondurensis (Schmidt, 1936).

## Поширення і екологія
Scaphiodontophis annulatus мешкають в Мексиці, Гватемалі, Белізі, Сальвадорі і Гондурасі, за деякими свідченнями також в Колумбії. Вони живуть у вологих тропічних лісах, на півострові Юкатан також у напіввологих лісах, трапляються на старих кавових плантаціях. Зустрічаються на висоті до 1200 м над рівнем моря. Ведуть денний, наземний спосіб життя. Відкладають яйця.